# District de Syrdariya
Le  district de Syrdariya (en kazakh : Сырдария ауданы) est un district de l'oblys de Kyzylorda au  Kazakhstan. 

## Géographie
Son centre administratif est la localité de Terenozek. 

## Démographie
En 2013, la population est estimée à 39 559 habitants.